# Eduardo Frei Ruiz-Tagle
Eduardo Alfredo Juan Bernardo Frei Ruiz-Tagle (Santiago del Cile, 24 giugno 1942) è un ingegnere e politico cileno, appartenente al Partito Democratico Cristiano del Cile.
Quarto di sette figli, tutti figli dell'ex Presidente Eduardo Frei Montalva e dell'ex Primera Dama del Paese, María Ruiz-Tagle Jiménez. Ha ricoperto la carica presidenziale nel periodo tra il 1994 e 2000 e attualmente è senatore della Repubblica rappresentante della Regione di Los Ríos per il periodo 2006-2014.
Il suo mandato è stato incentrato sul trasformare il Cile in un paese "regionalista aperto", oltre a rafforzare i legami con gli altri paesi dell'America Latina e del Mondo. Sotto la sua presidenza il Cile è entrato a far parte del Mercosur come membro associato e ha stipulato trattati di libero commercio con gli Stati Uniti, la Cina, i paesi dell'Unione europea e altre nazioni dell'Asia.
La sua amministrazione è stata la seconda dopo la caduta del regime fascista-militare di Augusto Pinochet ed è stata caratterizzata dall'alta crescita economica in particolare nei primi quattro anni del suo mandato, progressi nelle opere di infrastruttura per mezzo di società private, riforme nell'istruzione e l'inizio di una storica riforma della giustizia.
Frei è stato il candidato della coalizione di centro-sinistra rappresentata dalla Concertazione dei Partiti per la Democrazia alle elezioni presidenziali del 2009, ma è risultato sconfitto con il 48% dei voti contro lo sfidante Sebastián Piñera.

## Biografia
Eduardo Frei Ruiz-Tagle è il quarto figlio dell'ex Presidente Eduardo Frei Montalva e della ex Prima signora del Cile Maria Ruiz-Tagle. Frei Ruiz-Tagle iniziò i suoi studi primari e secondari all'Istituto Luis Campino di Santiago, scuola gestita dall'Arcivescovo di Santiago che si trova nel sobborgo della Providencia. In questa scuola suo padre è stato sia alunno che professore.
Successivamente frequentò la Facoltà di Scienze Fisiche e Matematiche dell'Università del Cile dove si laureò come ingegnere idraulico. Durante il periodo universitario incominciò la sua carriera di rappresentante degli studenti. Tra il 1967 e il 1968 visse in Italia, per effettuare un tirocinio alla Snam Progetti a Milano e dove si specializzò in amministrazione e tecniche gestionali aziendali.
Il 5 maggio 1969 ritornò in Cile per lavorare nell'azienda Sigdo Koppers S.A., come ingegnere, lontano dalla vita politica; in quel periodo suo padre era Presidente del Cile (tra il 1964 e il 1970).
In questa azienda Frei Ruiz-Tagle partecipò anche alla distribuzione degli utili, divenendo di fatto socio dell'azienda. In seguito partecipò anche ad altri progetti imprenditoriali, per esempio nel 1974 entrò come socio nell'azienda statale Compañía de Acero del Pacífico (CAP), di cui lo Stato, proprietario, aveva deciso di vendere una parte ai privati. 
Con il proposito di dedicarsi interamente alla politica, nel 1987 decise di vendere la sua quota della Sigdo Koppers, stimata attorno al 12% del capitale sociale, pari a 650 milioni di pesos del tempo. Inoltre delegò la gestione del suo patrimonio al fratello Javier.
Partecipò indirettamente ad altre società e il suo patrimonio è stimato attorno ai 4-5 milioni di dollari.
Nel 1982, a seguito della morte del padre, avvenuta in circostanze non chiare, con il sospetto di avvelenamento da parte della giunta militare di Augusto Pinochet, Frei fonda la fondazione "Eduardo Frei Montalva" in onore del padre e riprende la carriera politica nelle file dell'opposizione assieme al suo partito, il Partito Democratico Cristiano del Cile, e ai movimenti della sinistra socialdemocratica che parteciparono al governo di Salvador Allende prima del golpe del 1973. Frei Ruiz-Tagle è stato uno dei sostenitori della creazione della coalizione di centro-sinistra Concertación de Partidos por la Democracia, formata da Partito Democratico Cristiano del Cile, Partito per la Democrazia, Partito Socialista del Cile e Partito Radicale Social Democratico.
Con il ritorno alla democrazia e la vittoria della Concertación con il suo candidato democristiano Patricio Aylwin, Frei Ruiz-Tagle venne eletto come Senatore nella Regione di Santiago.

## Presidenza
Frei Ruiz-Tagle è stato candidato alla Presidenza della Repubblica della Concertación de Partidos por la Democracia, la coalizione di centro-sinistra alla guida del Cile dalla caduta del regime del generale Augusto Pinochet. Prima di essere stato nominato candidato della coalizione ha partecipato alle elezioni primarie in cui ha sfidato il leader socialista Ricardo Lagos. Queste primarie si sono svolte domenica 23 maggio 1993 e Frei ha ottenuto il 60,7% dei voti contro il 39,3% di Lagos. A seguito di tale sconfitta tutta la coalizione, compresi i socialisti, hanno dichiarato il loro appoggio incontrastato al candidato democristiano.
Alle elezioni presidenziali del 1993 sconfigge Arturo Alessandri Besa candidato di orientamento di centrodestra, nipote dell'ex Presidente Arturo Alessandri Palma, candidato della coalizione di destra Alianza por Chile.
L'11 marzo 1994 si è insediato come nuovo Presidente della Repubblica succedendo al compagno di partito e di coalizione Patricio Aylwin.

### Programma di governo
Eduardo Frei ha presentato il suo programma di governo il 21 maggio 1994 in occasione della cerimonia dell'inizio dell'anno legislativo del Congresso Nazionale Cileno.
La sua amministrazione aveva come obiettivo di stabilire dei punti cardine da conseguire per il progresso del Cile nella seconda fase dal ritorno alla democrazia.
Il nuovo governo ha intenzione di proseguire e di concludere la transizione alla democrazia iniziata con Aylwin e di terminarla con la riconciliazione con i militari e con alcuni settori della destra deviati con la dittatura militare. L'economia è il punto fondamentale della politica del governo, in particolare la crescita economica, le privatizzazioni e la firma di trattati di libero commercio con alcuni paesi dell'Europa, America, Asia. La parola chiave del governo è lo sviluppo con equità nel rispetto e tutela dei meno abbienti del Paese.
Sui temi sociali il governo Frei s'impegna a ridurre la povertà già diminuita sotto il governo precedente passando dal 45% al 36% e obiettivo del governo e di portarla al di sotto al 30. Riforma della sanità e dell'istruzione sono altri obiettivi di questo governo.
La prima proposta presentata e portata a termine è l'aumento dei salari alle fasce di popolazione meno abbienti, di aumentare il potere d'acquisto combattendo l'inflazione e di aumentare la competitività delle imprese cilene all'estero.

### Conduzione dell'economia

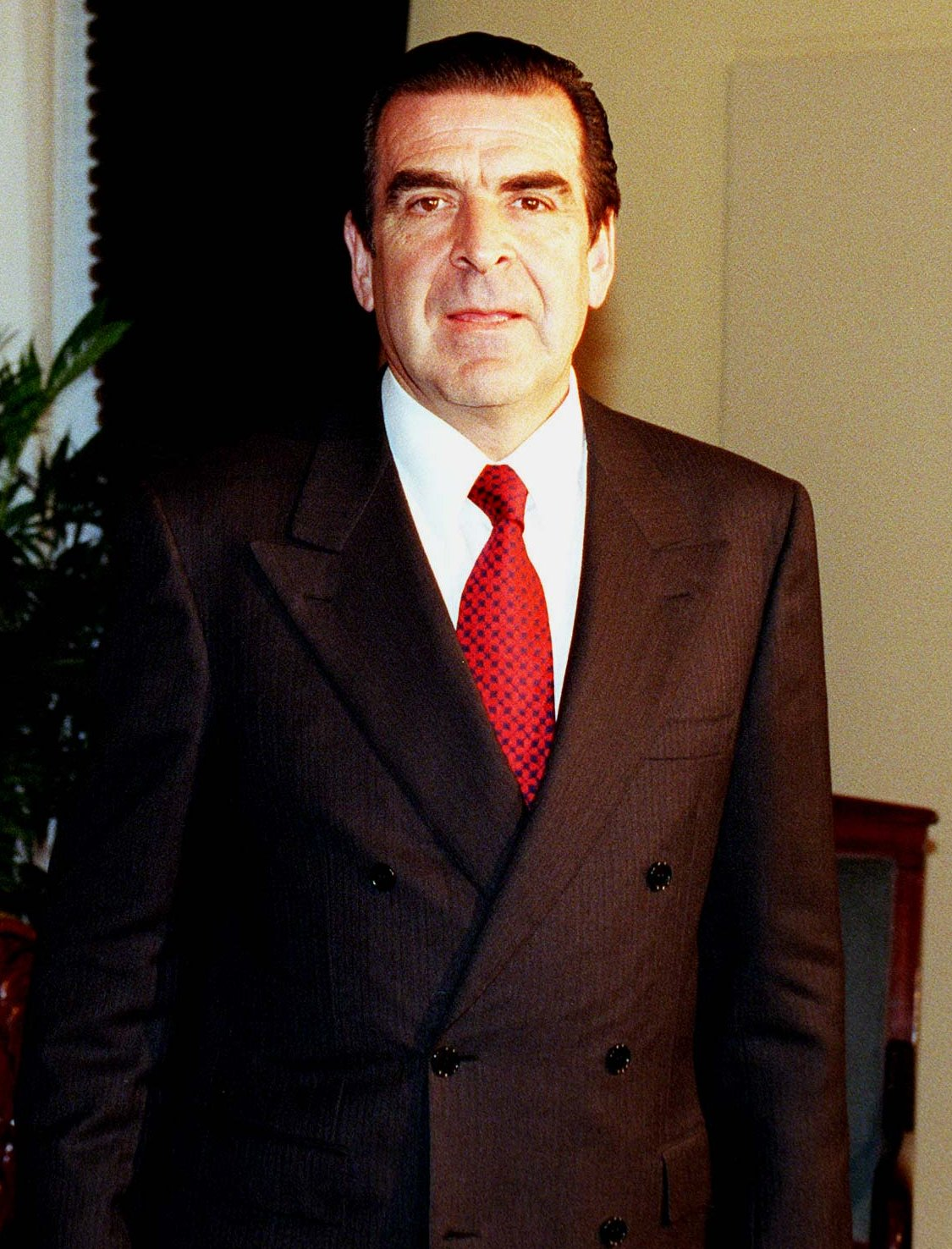
Eduardo Frei Ruiz-Tagle Presidente 1994-2000

Principale obiettivo del Presidente Frei è di espandere l'economia del Cile e di integrarla con gli altri paesi. Per quattro anni la crescita è stata elevata toccando il 7,8% di crescita ma a partire dal 1998 la crescita è calata fino al 3,23% a seguito della crisi finanziaria che ha colpito l'Asia nel 1997, questo ha provocato un calo delle esportazioni verso l'estero e anche l'aumento dei tassi d'interesse sui prodotti esportati. Nei primi mesi del 1999 l'economia è entrata in fase di recessione calando fino a -0,76%, per la prima volta dai tempi della dittatura negli anni ottanta.
Questa contrazione ha provocato l'aumento della disoccupazione che è arrivata fino al 10,1% nel 1999. Il paese ha anche problemi di energia in quanto questo periodo è stato caratterizzato da clima secco e poco piovoso che ha provocato il prosciugamento di alcuni corsi d'acqua da cui si fornivano le centrali idroelettriche del Cile provocando anche gravi problemi alla fornitura di energia elettrica. Per questo motivo il Cile firma degli accordi con la vicina Argentina affinché le fornisse gas naturale da utilizzare in questo campo.
Sul versante della povertà riuscirà a diminuirla ma a ritmi inferiori rispetto agli altri anni. Per questo motivo il ministro delle Finanze Eduardo Aninat dello stesso partito del Presidente decise di rimettere il mandato e di essere sostituito.
Sul piano delle opere pubbliche il ministro Ricardo Lagos annuncia la prosecuzione dei lavori nei cantieri per la costruzione di nuove autostrade e di nuove infrastrutture d'interesse nazionale e su questi progetti vengono investiti milioni di dollari. Viene portato a termine il tratto autostradale tra La Serena e Puerto Montt su cui il governo aveva investito circa 1.500 milioni di dollari oltre la ristrutturazione dell'Aeroporto Internazionale di Santiago.
Per poter uscire dalla crisi economica lo Stato Cileno comincia a privatizzare alcuni settori della sanità ma anche alcuni porti commerciali di rilevanza nazionale come quello di Valparaíso, San Antonio e San Vicente de Tagua Tagua ricavando rispettivamente 1800 e 294 milioni di dollari e portando a termine un progetto iniziato dal 1995 e ratificato dal Congresso.

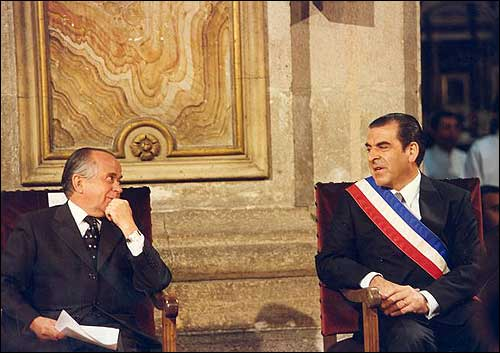
Eduardo Frei Ruiz-Tagle, Presidente della Repubblica assieme ad Andrés Zaldívar, presidente del Senato.

### Politiche sociali
Dal punto di vista dell'istruzione, il governo di Eduardo Frei Ruiz-Tagle, grazie alla grande crescita economica, portò a termine diverse riforme sul sistema scolastico del Cile, come quella delle materie curricolari, dell'allungamento della giornata scolastica degli studenti, della costruzione di nuove scuole. Il governo nel 1995 ha portato a termine anche la riforma degli insegnanti modificando lo "Statuto dei Docenti" aumentando lo stipendio. Nonostante questi benefici si sono svolti diversi scioperi.
Sulla sanità la spesa dello Stato è aumentata notevolmente nei sei anni del governo di Frei Ruiz-Tagle ma la gestione di tale settore non è migliorato notevolmente. Il ministro della Sanità Carlos Massad è rimasto in carica per poco tempo perché accusato da alcuni dirigenti di associazioni mediche di essere un economista e non un medico quindi non competente della gestione del settore. Il governo ha sviluppato un sistema sanitario locale e ha ristrutturato FONASA, il fondo nazionale sanitario.
In ambito della giustizia, nel 1999 Frei presentò la Riforma Processuale Penale con la nomina del Pubblico ministero nazionale e nel gennaio del 2000 di quelli regionali. Tale riforma è stata condotta dalla ministra della Giustizia Soledad Alvear Valenzuela. Il nuovo modello della giustizia è stato poi applicato dal successore Presidente Ricardo Lagos Escobar. Durante il mandato di Frei Ruiz-Tagle sono stati effettuati polemici indulti a narcotrafficanti palesemente colpevoli.
Nel mese di aprile 1997 il governo ha annunciato la chiusura del giacimento carbonifero di Lota facente parte dell'Impresa Nazionale del Carbone (ENACAR). Il governo si è giustificato affermando che la produzione annuale era inferiore ai costi sostenuti dallo Stato. Circa 1.350 lavoratori hanno perso il lavoro nella città in cui era localizzato questo giacimento, nel centro-sud del paese.

### Politica estera
Dal punto di vista della politica estera il governo di Eduardo Frei Ruiz-Tagle ha avuto come principale obiettivo di migliorare le relazioni estere con i paesi dell'America Latina, del Nord America, dell'Europa e dell'Asia soprattutto dal punto di vista economico stipulando diversi trattati di libero commercio con: Canada, Messico, i paesi dell'America centrale, Perù e con i paesi aderenti al Mercosur oltre a Stati Uniti che verrà però ratificato dal governo successivo.
Il Cile durante la sua amministrazione aderisce all'Organizzazione Mondiale del Commercio e l'APEC, l'associazione che riunisce i paesi affacciati sull'Oceano Pacifico. Con questo periodo il Cile ha raggiunto il massimo delle relazioni estere con i suoi vicini e il resto del Mondo.
Nel 1996 a Santiago del Cile e a Viña del Mar si svolge il VI Vertice Iberoamericano e in questa occasione Frei Ruiz-Tagle incontra il Re di Spagna Juan Carlos I.
Nello stesso anno Bill Clinton, presidente degli USA, visita il paese in occasione del secondo vertice delle Americhe e affermerà che E. Frei è il miglior leader della regione ed è un esempio di stabilità politica ed economica da seguire.
Sotto il suo governo viene stipulato l'accordo su Campo Hielo del Sur che era causa di controversie con l'Argentina.

### Il problema Pinochet
Quando Frei entrò in carica Pinochet era ancora il capo delle Forze armate cilene e lo restò fino al 1998, quando divenne senatore a vita.
In seguito ad un accordo fra Pinochet e Andrés Zaldívar, presidente del Senato, quest'ultimo votò per l'abolizione del giorno festivo dell'11 settembre, ricorrenza del colpo di Stato del 1973, fino a quel giorno Pinochet e i suoi sostenitori avevano respinto ogni tentativo Nel settembre dello stesso anno Pinochet si recò a Londra per subire un intervento chirurgico.
In base ad un mandato di cattura internazionale emesso dal giudice spagnolo Baltasar Garzón Pinochet venne incriminato a Londra per la morte di cittadini spagnoli durante la dittatura cilena. A sostegno di questa richiesta si espressero le sentenze dell'Audiencia Nacional di Madrid e della Camera dei Lord di Londra, richiamandosi al principio della difesa universale dei Diritti dell'Uomo e stabilendo rispettivamente che la Giustizia spagnola era competente per giudicare i fatti avvenuti durante la dittatura militare in Cile - dal momento che si tratta di "crimini contro l'umanità" che colpiscono, come soggetto giuridico, il genere umano nel suo insieme - e che i presunti autori di gravi delitti contro l'umanità, come appunto Pinochet, non godono di immunità per i loro crimini, neanche se si tratta di capi di Stato o ex capi di Stato. Tuttavia il 2 marzo 2000 il laburista Jack Straw, ministro dell'Interno del Regno Unito, appellandosi alle cagionevoli condizioni di salute di Pinochet decise di negare l'estradizione in Spagna e permettere quindi il suo ritorno in Cile. A Santiago il giudice Juan Guzmán ordinò l’arresto di Pinochet, che tuttavia ottenne gli arresti domiciliari.

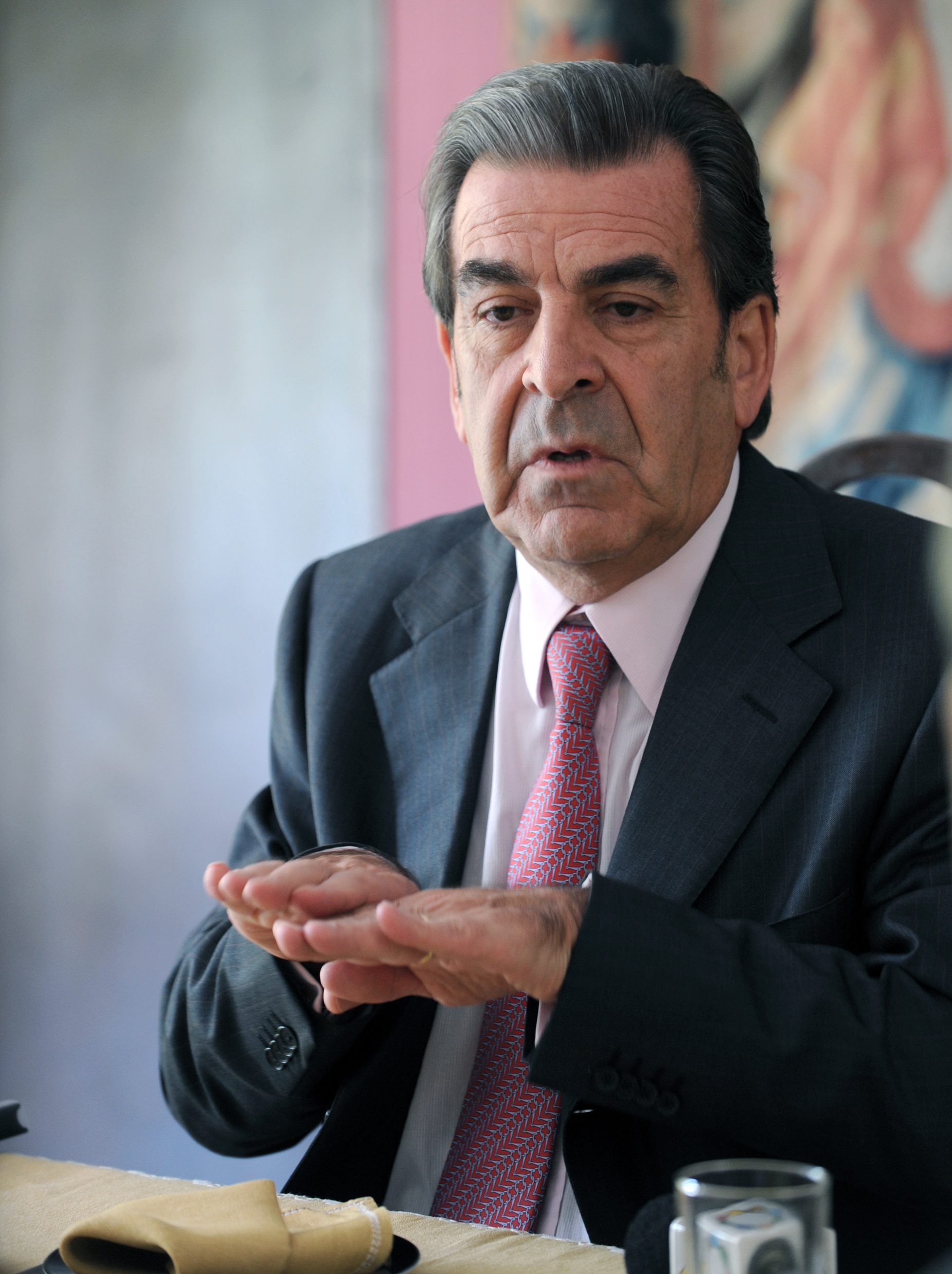
Eduardo Frei Ruiz-Tagle nel 2009 in una visita in Brasile

## Candidatura alle elezioni del 2009

### Inizi
Fin dall'anno 2007 Eduardo Frei ha espresso la sua volontà di candidarsi nel 2009 e per questo comincia a presentare alcune proposte al suo partito ma anche al governo. Nel frattempo ricopriva la carica di Presidente del Senato fin dall'11 marzo 2006 ma non risultava essere favorito né all'interno della sua coalizione né nei sondaggi. I principali aspiranti alle elezioni presidenziali del 2009 all'interno della Concertación de Partidos por la Democracia erano Soledad Alvear presidente del Democratico Cristiano del Cile, l'ex Presidente Ricardo Lagos Escobar del PPD-PS e José Miguel Insulza del PS.
Nel corso dell'inverno del 2008 Frei ritorna sulla scena, costituendo un proprio sito web e anche una fondazione chiamata come Oceanos Ázules, incaricata nel formare il proprio programma di governo. A seguito delle elezioni municipali di ottobre, occasione in cui il centrosinistra risulta essere superato per la prima volta dalla destra dal 1990 anche se per un esiguo margine, la leader democristiana Alvear rinuncia la presidenza del suo partito e alla candidatura presidenziale e qualche mese dopo, il 4 dicembre, Lagos annuncia che non parteciperà alla competizione elettorale.
Gli unici rimasti come potenziali candidati della coalizione sono lo stesso Frei, Insulza e anche il leader radicale José Antonio Gómez.
Il 13 dicembre il PDC proclama Frei come suo candidato presidente alle elezioni primarie. Dopo la proclamazione da parte del suo partito, è stato nominato candidato anche dal Partito Socialista e del Partito per la Democrazia tra dicembre 2008 e gennaio 2009 a seguito del ritiro dell'ex Presidente Ricardo Lagos, il 4 dicembre del 2008, e del Segretario Generale dell'Organizzazione degli Stati Americani, José Miguel Insulza, un mese dopo. L'appoggio del Partito Radicale Social Democratico, il più piccolo coalizione, lo ha ottenuto il 5 aprile 2009, dopo aver sconfitto José Antonio Gómez alle elezioni primarie tenutesi nelle regioni O'Higgins e Maule, ottenendo una percentuale sufficiente per terminare la competizione interna.
Il 4 gennaio José Miguel Insulza annuncia il suo ritiro dalla corsa presidenziale lasciando come unico candidato Frei. Il Partito Radicale Social Democratico annuncia che candiderà Gómez alle primarie e rivendicando la necessità di organizzare le primarie. Il 17 gennaio il Partito Socialista del Cile assieme al suo leader Camilo Escalona annuncia l'appoggio del partito a Frei per le elezioni primarie. Tuttavia alcuni dissidenti non condividono tale scelta e decidono di abbandonare il partito come Jorge Arrate che sceglierà di approdare nella Juntos Podemos Más, (sinistra radicale) e Marco Enríquez-Ominami che sceglierà di presentarsi come indipendente. Il 24 gennaio il Partito per la Democrazia a seguito di una votazione interna proclama Frei come suo candidato presidenziale.

### Elezioni primarie e proclamazione
Il 26 gennaio 2009 entrambi i candidati si iscrivono come candidati alle primarie.
Molti esponenti della DC e del PS hanno fatto pressioni sul candidato radicale affinché si ritirasse e decidesse di appoggiare il candidato del blocco PDC-PS-PPD ma sia Frei che Gómez criticano questa scelta. Intanto il consiglio nazionale della Conceración stabilisce che le primarie si terranno a livello regionale e la prima tornata si terrà nella Regione del Maule e nella Regione del Libertador General Bernardo O'Higgins il 5 aprile e se in questa tornata il candidato vincitore conseguisse il 20% in più rispetto all'altro candidato veniva automaticamente proclamato presidenziale della coalizione.
Il 1º marzo 2009 inizia ufficialmente la campagna per le primarie e Frei conta di essere eletto con un margine superiore del 20% al fine di essere proclamato come candidato ufficiale della coalizione. Sulla carta Frei dovrebbe farcela dato che il blocco PS-PPD-PDC rappresenta il 90% della coalizione di centrosinistra ma non tutti gli elettori socialisti e socialdemocratici è sostenitore del democristiano Frei e per questo nei sondaggi Frei ottiene il 60% mentre il suo sfidante circa il 25% contro il 15% che è indeciso. In ogni caso qualsiasi risultato dovesse ottenere il radicale verrebbe comunque visto come una vittoria dato che supererebbe quel 10% di rappresentanza e di valenza nella Concertación e ciò provocherebbe una richiesta di maggior presenza nelle decisioni della coalizione.
Il 30 marzo si tiene un dibattito tra i due candidati alle primarie e secondo i sondaggi risulta vincitore Frei.
Il 5 aprile si tengono le elezioni primarie e Frei ottiene un'ampia vittoria con circa il 65% contro il 35% di José Antonio Gómez.

### Campagna presidenziale

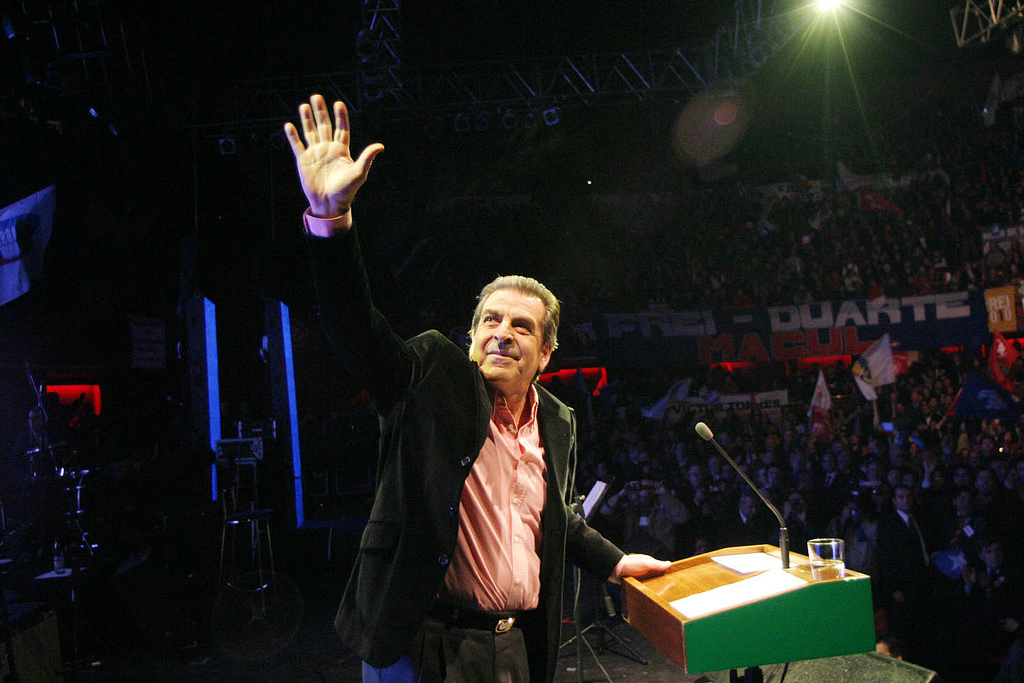
Lancio della campagna elettorale per le elezioni presidenziali del 2009 di Eduardo Frei.

Dopo la proclamazione come candidato unico della coalizione avvenuta lunedì 6 aprile 2009 Eduardo Frei inizia la campagna elettorale per le presidenziali di dicembre. Frei cerca di presentarsi come un candidato presidenziale con idee progressiste a causa delle perplessità di alcuni settori della sinistra concertazionista che considerano la presidenza di Frei tra il 1994 e il 2000 troppo incline al centrismo e al pragmatismo. Per esempio Frei partecipa alle Progressive Governance Conference, una sorta di internazionale di tutti i partiti e governi di tendenza progressista e di centrosinistra.
Partecipano alla conferenza la presidente Michelle Bachelet (sostenitrice di Frei), la presidente dell'Argentina Cristina Fernández de Kirchner, Tabaré Vázquez presidente dell'Uruguay, Luiz Inacio Lula da Silva presidente del Brasile, Joe Biden vicepresidente degli Stati Uniti d'America, José Luis Rodríguez Zapatero capo del governo di Spagna, Jens Stoltenberg primo ministro di Norvegia e leader di partiti progressisti all'opposizione come Dario Franceschini del Partito Democratico. Nel mese di marzo si reca in visita dal presidente Lula e da Zapatero al fine di rafforzare le relazioni con questi due paesi.

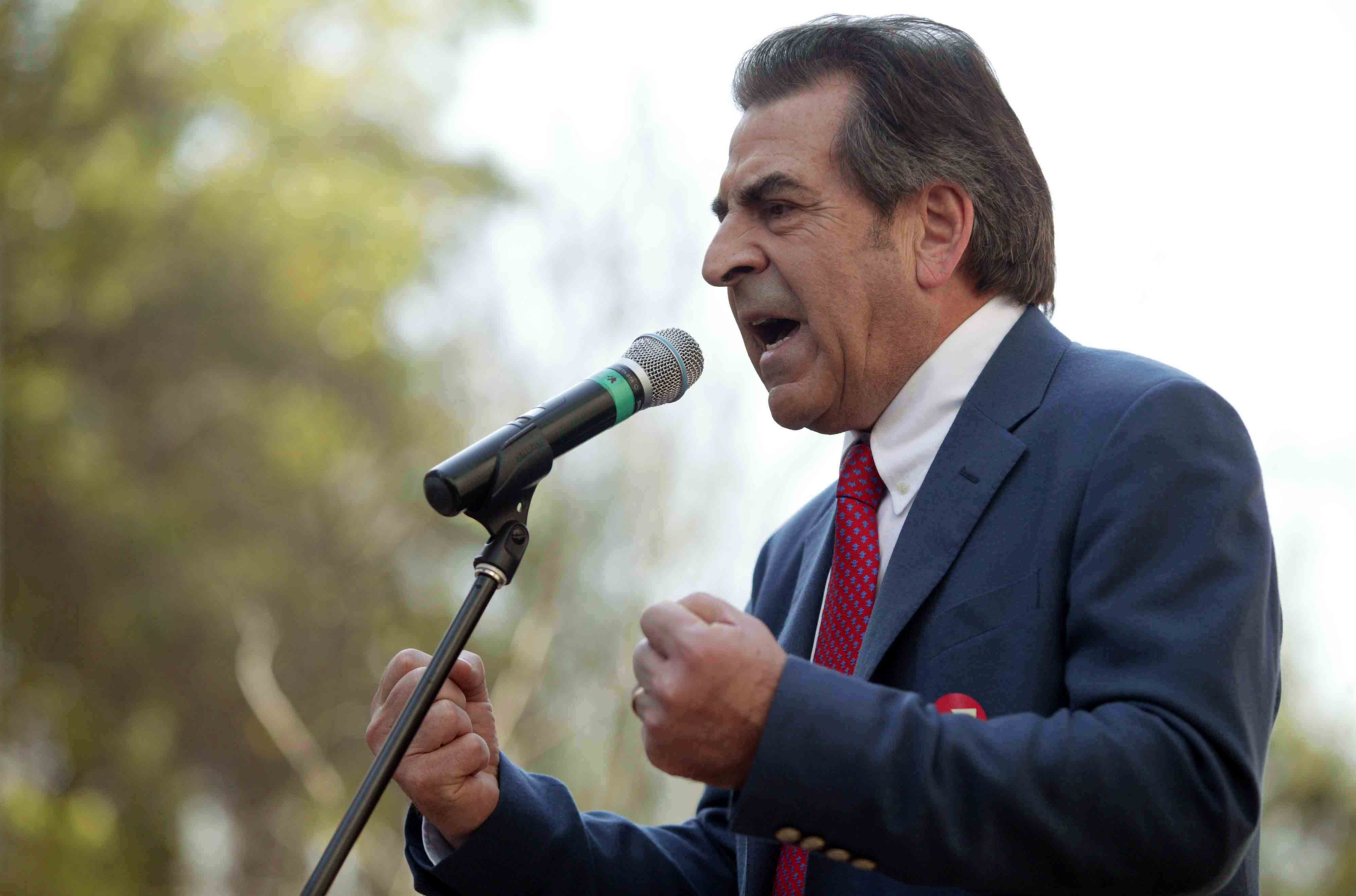
Eduardo Frei durante un comizio

I sondaggi pubblicati successivamente alle elezioni primarie del 2009 indicano un certo rafforzamento del candidato Frei nei confronti del candidato dell'Alianza por Chile Sebastián Piñera, travolto dallo scandalo legato alle Fasa, la compagnia delle farmacie cilene, di cui è azionista e ciò ha provato sdegno in quanto conferma l'enorme conflitto d'interessi legato alla sua vita imprenditoriale.
Il programma di governo di Frei Ruiz-Tagle è in corso di elaborazione da parte della sua fondazione Oceanos Ázules, che si occupa assieme alla squadra di campagna elettorale del candidato e della coalizione di centrosinistra dell'organizzazione della campagna presidenziale.
Tuttavia nonostante l'indebolimento del suo principale avversario Frei deve fare i conti con il deputato dissidente della Concertación Marco Enríquez-Ominami che ha abbandonato il suo partito, quello socialista, per candidarsi come indipendente, in quanto non ha accettato la candidatura del senatore della DC. Enríquez-Ominami ottiene un'importante ascesa testimoniato dal sondaggio di TNS-Time Chile in cui addirittura superava Frei di quattro punti percentuali allo scenario di primo turno.
Frei si dice disponibile alla ricerca di un accordo per evitare che tale divisione possa favorire il candidato della destra o degli altri contendenti alla presidenza.. Ma nello stesso tempo critica il populismo del candidato e le sue proposte che rinnegano non solo la sua militanza di 17 anni nel partito socialista ma anche tutta la storia della Concertación.
Il 17 giugno 2009 inizia ufficialmente la sua campagna per le presidenziali e nel primo atto di campagna hanno partecipato i leader dei partiti della coalizione assieme agli ex Presidenti Ricardo Lagos e Patricio Aylwin. La manifestazione ha avuto molto successo e il giorno successivo è stato pubblicato il sondaggio del Centro de Estudios Publícos, il più prestigioso e attendibile del paese, che vede il consolidamento di Eduardo Frei nei confronti di Sebastián Piñera in uno scenario di ballottaggio (39% a 39% nel sondaggio e 39% a 41% nella simulazione del voto) e nello scenario di primo turno Frei supera largamente il dissidente Marco Enríquez-Ominami, circa il 17% in più, dopo che all'inizio del mese erano stati pubblicati da TNS-Tima Chile sondaggi poco positivi per Frei al primo turno dopo addirittura veniva superato dall'ex socialista per circa quattro punti. La distanza con il candidato della destra al primo turno si riduce al 7%.
Eduardo Frei sostiene che la propria candidatura e le sue proposte rappresentano il progressismo cileno e rivendica la continuità della politica economica e sociale intraprese dalla Presidente Michelle Bachelet che ha raggiunto livelli straordinari di popolarità nel mese di maggio 2009. Nel frattempo ha accettato le proposte dei deputati Guido Girardi (PPD) e Mariano Ruiz-Esquide sulla Nuova Concertación
Eduardo Frei ha organizzato la sua campagna elettorale in modo da coinvolgere i giovani sia quelli provenienti dalle organizzazioni giovanili dei partiti della coalizione ma anche provenienti dalla società civile come Sebastián Bowen, coordinatore della campagna elettorale del candidato.
Frei ha aperto un proprio sito web ossia OceanosAzules.cl in cui riporta tutte le notizie di campagna elettorale e le proposte di governo, e il sito che rappresenta la fondazione omonima che si occupa della formazione del programma di Eduardo Frei.
Il 15 giugno 2009 Frei assieme al candidato presidente della coalizione di sinistra Juntos Podemos Más Jorge Arrate assiste alla firma del patto parlamentare per le elezioni parlamentari del 2009 tra la Concertación-Juntos Podemos.
Frei ha stipulato assieme al candidato del Partito Comunista Jorge Arrate un patto elettorale per il ballottaggio per evitare che la destra vinca le elezioni.

### Sconfitta
Alle elezioni del primo turno la coalizione di centrosinistra ha ottenuto per le votazioni della Camera il 44,3% e 57 seggi contro il 43,3% della Coalizione per il Cambio che ha conseguito la maggioranza relativa con 58 seggi su 120 seggi della Camera. Al Senato è in vantaggio elettoralmente il centrodestra con il 45,4% contro il 43,4% della Concertación alleata con il Partito Comunista ma in termini di seggi 9 a ciascuna coalizione.
Al primo turno Frei risulta secondo con il 29,62% contro il 44,03% di Piñera e il 20,14% del dissidente del centrosinistra Enríquez-Ominami che ha eroso la base elettorale di Frei. Al ballottaggio per la prima volta nella storia democratica del Cile la Concertación risulta sconfitta con il 48,39% dei voti conseguiti da Frei contro il 51,61% del candidato conservatore determinando la fine di un ciclo politico durato 20 anni.
Il 12 marzo 2013 annuncia che non si ricandiderà alle elezioni parlamentari del 2013, rinunciando il suo seggio al Senato come rappresentante della Regione de los Lagos.